# 黑鸣鹃鵙
黑鸣鹃鵙（学名：Lalage nigra）是山椒鸟科鸣鹃鵙属的一种，分布于文莱、印度、印度尼西亚、马来西亚、菲律宾、新加坡和泰国。其种加词“nigra”意为“黑色的，暗色的”。